# Phytocoris kuschei
Phytocoris kuschei är en insektsart som beskrevs av Stonedahl 1988. Phytocoris kuschei ingår i släktet Phytocoris och familjen ängsskinnbaggar. Inga underarter finns listade i Catalogue of Life.